# Josef Baccay
Josef Baccay, né le 29 avril 2001 à Oslo en Norvège, est un footballeur international philippin, qui évolue au poste d'arrière gauche à l'Odds BK.

## Biographie

### En club
Né à Oslo en Norvège, Josef Baccay commence le football au Kolbotn Fotball avant de poursuivre sa formation au Lillestrøm SK. Il signe son premier contrat professionnel le 11 juin 2018, valable à partir du 1er janvier 2019 et d'une durée de trois ans.
Baccay joue son premier match en professionnel le 22 avril 2019, lors d'une rencontre d'Eliteserien, l'élite du football norvégien, face au Molde FK. Il entre en jeu et son équipe s'incline par deux buts à zéro.
Le 6 juillet 2020, Josef Baccay est prêté jusqu'à la fin de l'année au Fredrikstad FK.
Le 3 mars 2022, Josef Baccay quitte définitivement le Lillestrøm SK afin de s'engager en faveur de l'Odds BK. Il signe un contrat courant jusqu'en décembre 2023.
Baccay inscrit son premier but en professionnel avec l'Odds BK, le 29 octobre 2023, lors d'une rencontre de championnat face au Hamarkameratene. Titulaire, il ouvre le score au bout de deux minutes de jeu, et son équipe l'emporte par deux buts à zéro.

### En sélection
Josef Baccay est sélectionné avec l'équipe de Norvège des moins de 17 ans pour participer au championnat d'Europe des moins de 17 ans en 2018. Lors de cette compétition organisée en Angleterre, il joue quatre matchs comme titulaire, tous en tant qu'ailier gauche. Son équipe est éliminée en quarts de finale par l'Angleterre (0-2 score final).
Le 29 mars 2022, Josef Baccay joue son premier match avec l'équipe de Norvège espoirs face à l'Autriche. Il entre en jeu à la place de Noah Holm et son équipe s'incline par deux buts à un.